# Hemicordulia apoensis
Hemicordulia apoensis – gatunek ważki z rodziny szklarkowatych (Corduliidae).